# ダトウサウルス
ダトウサウルス（Datousaurus）は、"族長トカゲ"もしくは"大頭のトカゲ"（マレー語でdatou "族長"、中国語でda tou "大きな頭" 、およびギリシャ語のsauros/σαυρος "トカゲ") ）の意味で、ジュラ紀に生息していた恐竜の属である。竜脚類であり、化石は中国、四川省、自貢市、大山舗累の下部沙溪廟累層から収集された。ダトウサウルスはシュノサウルス、オメイサウルス、プロトグナトサウルス（en）といった他の竜脚類や、鳥脚類のシャオサウルス（en）や初期の剣竜類であるファヤンゴサウルス、肉食のガソサウルスといったものとともにジュラ紀中期のこの地域を占めていた。

## 発見と種
ダトウサウルスは董枝明およびTangにより1984年に命名された。今までに、たった2個の部分的な骨格しか発見されていない。この属由来の頭骨が発見されているが、どちらも関節した頭骨を持っていなかった。
D. bashanensis は唯一の確かなダトウサウルスの種である。

## 純古生物学
ダトウサウルスは体長約15 mほどの草食動物であった 。深く大きな頭骨を持つ竜脚類であった 。化石の少なさは、1つの発掘地点でしばしば多数の個体の化石が見つかる他の竜脚類のように群れで暮らしていたのではないことを示しているのかもしれない。

### ダトウサウルスとシュノサウルス
ダトウサウルスとシュノサウルスは解剖学的に類似点があり近縁な動物である 。しかしながら、ダトウサウルスはより高いところまで届かせる細長い椎骨をもち、歯はよりスプーン型をしている 。このことはこれらの近縁種が異なった植物を餌にしていたか、もしくは異なる高さの樹木を餌にしていたことを示しているのかもしれない 。この戦略により両者の競争は減少していたのかもしれない。 食性の違いによる可能性のある同じような高さの違いのパターンはディプロドクス科でも見られる。

## 参照
- Creisler B, 'Chinese Dinosaurs:Naming The Dragons' The Dinosaur Report, Fall 1994, pp16–17

- Dong Zhiming (1992). Dinosaurian Faunas of China. China Ocean Press, Beijing. ISBN 3-540-52084-8

1. 1 2 3 4 5 6 7 8 9  "Datousaurus." In: Dodson, Peter & Britt, Brooks & Carpenter, Kenneth & Forster, Catherine A. & Gillette, David D. & Norell, Mark A. & Olshevsky, George & Parrish, J. Michael & Weishampel, David B. The Age of Dinosaurs. Publications International, LTD. p. 68. ISBN 0-7853-0443-6.